# Lizzatura

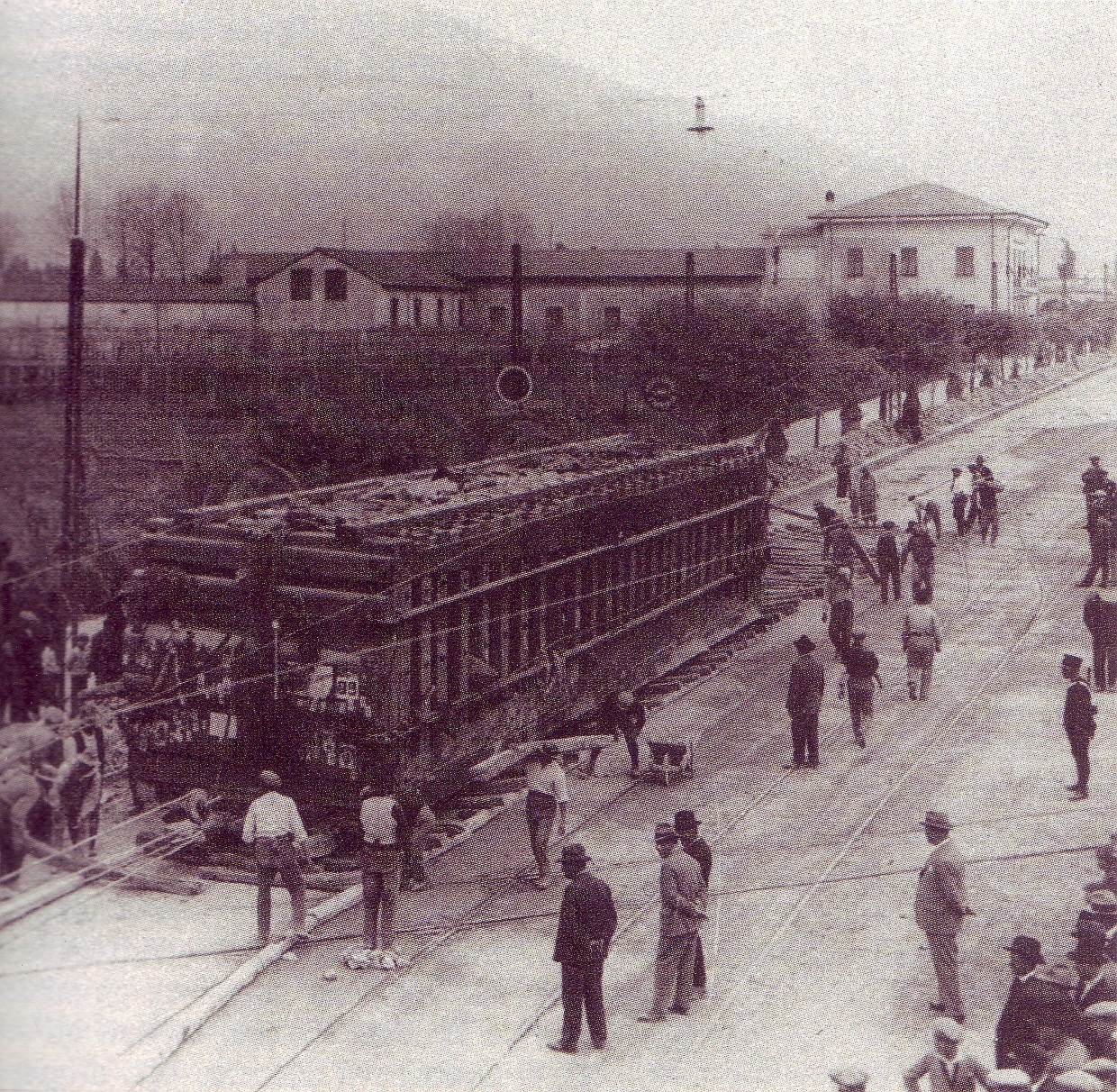
Fase della lizzatura del monolite di Mussolini nel 1929

Con il termine lizzatura si indica il metodo con cui, dall'epoca egizia fino agli anni sessanta del Novecento, si trasportavano dalla cava fino a valle i blocchi di marmo riquadrati. Il termine lizzatura deriva direttamente dalla slitta su cui i blocchi, legati in maniera particolare, venivano fatti scivolare su travi lignee lungo le vie che dal piazzale di carico in cava portavano fino al piazzale di scarico a valle. Tali strade si chiamavano vie di lizza.

## Origini
Le prime testimonianze del trasporto di carichi molto pesanti con metodi simili a quello della lizzatura risalgono al tempo degli antichi egizi: diverse rappresentazioni raffigurano statue di enormi dimensioni, trainate sopra slitte molto simili a quelle utilizzate dai lizzatori dell'era moderna. La differenza sostanziale stava nel fatto che a trainare queste slitte al tempo degli egizi vi era un gran numero di uomini e non i buoi come nelle lizze moderne.
Reperti ritrovati direttamente sulle cave più antiche dicono che anche le civiltà greche e romane utilizzarono un metodo simile per il trasporto di enormi blocchi di marmo. È molto probabile che queste due civiltà però, prima del trasporto a valle, abbozzassero già in cava i blocchi di marmo; questo lo possono confermare i diversi ritrovamenti di colonne, capitelli e altre sculture in marmo risalenti a tale epoca, rinvenute con il passare dei secoli.
In principio, oltre a questi metodi di discesa, ve n'era un altro che permetteva di trasportare i blocchi dal piazzale di cava al piazzale di trasporto: era il metodo dell'abbrivio. Questo metodo consisteva nel far rotolare in caduta libera il blocco giù dal pendio della montagna fino a valle. Anche se molto utilizzato in passato, tale sistema si rivelò inefficace per due motivi: il primo in quanto era dannoso per il blocco, sia esternamente, in quanto rotolando giù per la parete della montagna il blocco si rompeva, sia internamente, perché ne risentiva anche la resistenza stessa del marmo; il secondo in quanto era una soluzione molto pericolosa.
Testimonianze certe e documentate della lizzatura invece le abbiamo a partire dal 1500, quando note di Michelangelo e Leonardo, fanno riferimento all'acquisto e al trasporto di blocchi di marmo dalle cave di Carrara, per le loro opere scultoree, tramite slitte in legno, legate con dei canapi e fatte scivolare su assi di legno.
Da quando si hanno le prove documentate i materiali e le tecniche utilizzate nella lizzatura rimasero invariate per diversi secoli fino a quando la lizzatura non divenne dismessa completamente.

## Fasi della lizzatura

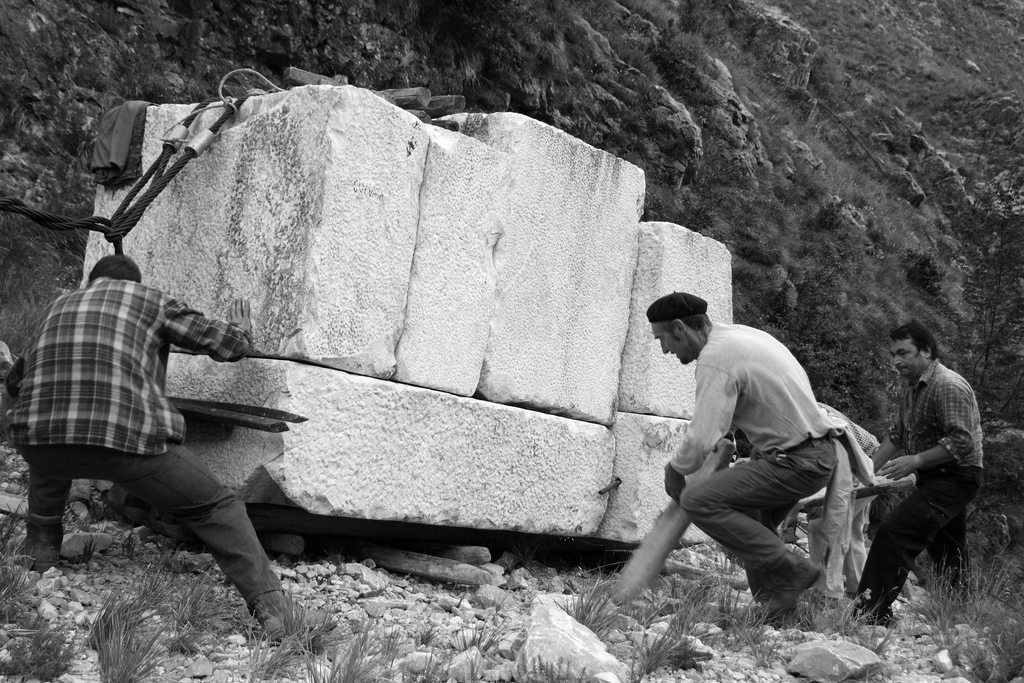
Ricostruzione storica di una scena di lizzatura

### Preparazione
Una volta staccato il blocco di marmo dalla parete della montagna tramite cariche di dinamite (utilizzata nella lizzatura moderna), si provvedeva a fare una prima riquadratura sul posto, per dargli una forma pressoché quadrata o a parallelepipedo, per rendere più agevole il trasporto a valle. Completata la riquadratura, si provvedeva a formare le cariche, ovvero preparare i blocchi da trasportare.
La carica veniva preparata sulle soqquadre (piccoli massi o pile di detriti), per tenerla rialzata da terra (per inserire in un secondo momento le lizze al di sotto della carica).
La carica poteva essere formata da un singolo blocco molto grande oppure da più blocchi; se i blocchi erano più di uno andavano sistemati con cura per facilitare la discesa. Solitamente il blocco più grande veniva posto sotto e veniva utilizzato come piano per appoggiare gli altri blocchi più piccoli. Il blocco più largo veniva posto sul davanti, perché questo rendeva più facile manovrare la slitta e nel passaggio in punti stretti si aveva la certezza che se fosse passato quel blocco, sarebbe passata tutta la carica.
Una volta preparata la carica, che aveva un peso complessivo che variava dalle 15 alle 20 tonnellate, si passava all'inserimento sotto di essa delle lizze (travi a punta rialzata). Le lizze erano composte da tre tronchi ricavati da alberi particolari molto robusti (solitamente faggio), con una sezione di circa 15 cm e una lunghezza che variava in base al peso della carica e al percorso che si doveva fare, con un minimo di 4 metri e un massimo di 7. La scelta della lunghezza delle lizze era fondamentale, in quanto pregiudicava la manovrabilità durante la discesa.
Inserite le lizze si passava poi a legare i blocchi con braghe: cavi in acciaio che venivano messi attorno alla carica facendoli passare dal basso verso l'alto fino alla parte posteriore, dove venivano legati assieme con un grande anello di acciaio, del diametro compreso tra i 28 e i 32 millimetri, detto grillo.
Il grillo era un componente molto importante per la lizza, perché era l'anello di congiunzione tra le braghe e i canapi, su cui andava a gravare tutto il peso della carica: i lizzatori controllavano spesso l'efficienza di questo pezzo. Capitava spesso che i lizzatori incastrassero, tra il grillo e i cappi delle braghe, un resistente travicello di legno, per dare una garanzia in più alla tenuta del grillo, e, in caso di rottura di quest'ultimo, un piccolo margine di tempo per scappare in caso di incidente.
I cavi principali a cui era attaccata la carica erano di canapa (sostituiti poi negli anni venti del Novecento con fili d'acciaio). La tenuta di questi canapi era molto bassa e l'usura molto alta, difatti i lizzatori preferivano fare le loro discese nelle giornate nuvolose e nelle ore più fresche della giornata per cercare di diminuire il calore che si sviluppava con l'attrito. Poiché i canapi avevano un alto tasso di usura e un alto costo, spesso i lizzatori si trovavano a eseguire delle discese con canapi non del tutto efficienti e sicuri, aumentando così il rischio di incidente.
Sistemata la carica, si dovevano poi spaccare le soqquadre che reggevano il tutto, per far poggiare definitivamente la carica sulle lizze.
Dopo tale procedura la lizza era pronta per intraprendere la lunga discesa, anche se capitava spesso che la carica fosse allestita diverse decine di metri prima dell'inizio del pendio. In questo caso i lizzatori, tramite un ferro di circa un metro e mezzo, detto palo, facevano leva sotto la carica, facendo sì che la lizza scivolasse fino all'inizio del pendio. Con il passare degli anni il palo non venne più usato e si preferì spostare le lizze con un argano a motore.

### Discesa
Una volta preparata la carica e portata all'inizio della strada, iniziava la discesa della lizza giù per il ravaneto.
La carica veniva fissata ai piri: i piri erano dei pali corti e molto solidi, fatti di legno o in marmo, che venivano piantati direttamente nel terreno (dove possibile), oppure nei forti, grossi massi impiantati nel terreno, su cui era fatto un buco per inserire i pali. I piri erano una componente fondamentale, in quanto tutto il peso della carica gravava su di essi. Questi buchi, al cui interno erano inseriti i piri, erano in principio di forma tonda, ma, con l'aumentare del peso delle cariche, il piro al suo interno tendeva a ruotare sotto il peso della carica, e quindi diventava inutilizzabile. Si realizzarono quindi in seguito buchi di forma quadrata, e con una profondità di circa 20 o 30 centimetri e di larghezza variabile a seconda della pendenza della strada, al cui interno, oltre al piro si inserivano delle zeppe a forma di cuneo che aumentavano la stabilità e facevano sì che i canapi o i cavi di acciaio non facessero attrito direttamente sul piro. Tutte queste procedure di creazione dei fori e della disposizione dei piri erano fatte dal piantapiri, che sapeva dove era necessario che un piro avesse caratteristiche diverse rispetto ad un altro lungo tutta la via di discesa, e si prendeva cura di eseguire a regola d'arte i fori.
Attorno al piro venivano avvolti i canapi (e il filo elicoidale negli anni a seguire). Bastavano un paio di giri di canapo intorno al piro, poiché l'uomo addetto ai cavi riuscisse a far scorrere o a frenare l'immenso peso della carica. I canapi utilizzati di norma erano minimo tre, questo perché man mano che si scendeva era necessario attaccare i cavi al piro più in basso, perciò quando si spostava un canapo, era necessario che ce ne fossero altri due a sorreggere tutto il peso. In certe discese con carichi molto grandi e forti pendenze capitava che si utilizzassero anche quattro o cinque canapi.
Nel momento i cui i lizzatori rompevano le soqquadre e facevano partire la carica giù per il pendio, questa prendeva subito velocità sollecitando fortemente i piri e i cavi non appena questi ultimi entravano in tensione sotto il peso della carica tirata a valle dalla forza di gravità.
Da quel momento entrava in gioco il capolizza, che impartiva ordini a tutti gli altri lizzatori. Il capo lizza stava sempre di fronte alla carica (per tale motivo era il ruolo più pericoloso) e ordinava ai mollatori di allentare o stringere i cavi. Questo continuo allentare e stringere doveva essere molto fluido e omogeneo, altrimenti la carica rischiava di intraversarsi e sbandare, andando ad appoggiarsi nella parete del monte (e ciò comportava un rallentamento della discesa e un faticoso lavoro per rimetterla in carreggiata) o addirittura di cadere giù per il pendio con un alto rischio per i lizzatori.
Man mano che la lizza scivolava sopra i parati, che erano delle piccole travi di legno poste perpendicolarmente alla via di discesa, quelli che rimanevano dietro venivano passati velocemente dai legnaroli all'operaio che stava davanti insieme al capolizza, chiamato ungino, che aveva il compito di insaponarli per facilitare lo scivolamento, e a sua volta li dava al capo lizza, che provvedeva a sistemarli sul terreno.
Era sempre preferibile scendere in linea retta, in quanto era meno difficile e più veloce, e questo era possibile quando si discendeva dai ravaneti.
Quando invece le vie di lizza correvano lungo i fianchi scoscesi della montagna, era inevitabile compiere delle curve. Era una manovra molto difficile che andava eseguita solo con un giusto utilizzo della trazione dei canapi e della disposizione dei parati sotto la slitta. Aumentare la trazione da una parte sola faceva sì che la slitta ruotasse. Questa trazione, applicata ripetutamente con un giusto utilizzo dei piri, permetteva di compiere tutta la curva. Una volta percorsa, si legava il canapo al piro più interno della curva, in maniera che la slitta si riaddrizzasse per proseguire la discesa.
Un'altra fase difficile della discesa era quando si incontrava un balza, ovvero un repentino cambio di pendenza (molto frequenti quando si discendeva per vie rettilinee). La manovra doveva essere fatta molto lentamente per evitare che la slitta prendesse velocità troppo repentinamente, e tutto il carico andasse a gravare sui piri con il rischio di strapparli dalle loro sedi. Durante questa manovra il capo lizza doveva rimanere davanti a sistemare i parati e questo lo esponeva ad un elevato rischio. Capitava spesso che in tratte dove la pendenza era troppo elevata per rimanere in piedi, il capolizza si legasse al fronte della carica.
Non era raro che la balza si trovasse proprio in prossimità di passaggi stretti, dove da una parte c'era il dirupo, e dall'altra il fianco della montagna, perciò il passaggio dei parati al capo lizza risultava difficile. Per ovviare a tale problema gli operai, o salivano sopra la carica, effettuando il passaggio dei parati da sopra, oppure si mettevano di fianco alla carica, nello spazio che c'era tra la parete della montagna e quest'ultima, con un alto rischio di rimanere schiacciati.
Durante tutta la discesa, le attrezzature erano sottoposte ad elevata usura causata dal forte attrito generato dal peso della carica. Infatti le lizze avevano la durata di una sola discesa, e non era raro in certe circostanze, quando il carico e la pendenza erano maggiori, che dovessero essere sostituite durante il tragitto. Per effettuare la sostituzione i lizzatori facevano sbilanciare la carica nel lato opposto alla lizza da sostituire tramite l'utilizzo di pezzi di legno. Questi pezzi di legno venivano posti sopra pietre, e la carica scivolandoci sopra si inclinava. Così facendo i lizzatori potevano sostituire velocemente le componenti usurate. Una volta sostituite bastava rimuovere i legni e la carica tornava in asse. Era fondamentale però che tale manovra fosse eseguita su tratti rettilinei e con poca pendenza.
Superate queste difficoltà, la lizza, con un viaggio che durava parecchie ore (a volte nelle tratte più lunghe due giorni), giungeva al poggio caricatore, dove veniva portata via.

### Arrivo
Giunta al poggio caricatore la carica doveva essere smantellata e caricata sui carri trainati dai buoi, per essere poi portata nel laboratori di marmo al porto. Tale fase di smantellamento veniva chiamata sprendere la carica, cioè si doveva compiere l'azione inversa che si faceva in cava, ovvero riposizionare la carica sopra le soqquadre per poter sfilare le lizze.
Dopo tale fase la lizzatura era finita, ma i lizzatori dovevano riportare in cava tutte le attrezzature utilizzate durante la discesa e ripercorrevano a ritroso le vie di lizza oppure sentieri più facili che le costeggiavano, caricandosi in spalla tutte le attrezzature che avevano un peso notevole. Si parla di 200 kg circa per i cavi in acciaio, che venivano trasportati da più persone, oppure 40 kg circa per le lizze.
Soltanto il capo lizza veniva ripagato con una salita più "leggera", in quanto, dopo avere corso il rischio della discesa, aveva il diritto di portare solo un paio di decine di chili di materiale.
In epoche più recenti vennero costruite delle teleferiche che potevano agevolare la risalita dei materiali, ma anche qui l'elevata altitudine di alcune cave, o la difficoltà di raggiungerle, rendevano il trasporto dei materiali in spalla la soluzione più utilizzata. Solitamente i lizzatori facevano una sola risalita al giorno, ma capitava molte volte di eseguire più lizzature nella solita giornata, e quindi compiere più volte la risalita con i materiali.

## Evoluzione
Le innumerevoli difficoltà e gli alti costi di sostituzioni dei materiali usurati (ad esempio i canapi che si deterioravano facilmente, o le lizze che venivano usate per una sola discesa) che la lizzatura tradizionale portava con sé, spinsero già alla fine dell'800 diversi ingegneri a ideare nuove soluzioni che fossero più efficienti, più sicure e riducessero i costi e l'usura dei materiali.

### Lizzatura Costantini
La Lizzatura Costantini (che prende il nome dal suo ideatore) non prevedeva l'uso dei cavi come la lizzatura classica. Si serviva di un binario formato da due longarine, lo spazio che si veniva a formare tra le due longarine aveva la forma di cuneo rovesciato. Su queste longarine venivano fissate trasversalmente delle parti di legno che avevano una doppia funzione: parati per il carico ed elemento di protezione contro l'usura delle longarine stesse.
Sopra questa struttura era posta la lizza, formata da due grandi tronchi uniti tra di loro da diverse traverse. Un tamburo di legno fissato su queste traverse si andava a incastrare nello spazio che c'era tra le due longarine; così facendo non c'era pericolo che tutta la struttura andasse fuori dalle guide.
L'impianto frenante del sistema era composto da due parti. Una parte era composta da una resistente vite posizionata su un telaio a cui era assicurata la lizza: alla base di questa vite c'era un cuneo inserito nello spazio tra le due longarine; tale cuneo mediante un volano poteva essere stretto contro le pareti delle longarine, esercitando l'attrito che premetteva di frenare tutto il carico.
L'altra componente frenante, posta sempre sullo stesso telaio della vite, era un piccolo argano che aveva la funzione di freno di emergenza durante la discesa. Tale argano poi era utilizzato come strumento di risalita una volta che il meccanismo era arrivato a valle.
Un cavo d'acciaio era fissato da una parte al telaio, e dall'altra all'argano. Mediante una carrucola si arrotolava il cavo e così tutto il sistema poteva risalite a monte. Una volta che tutta la fune era stata recuperata, si bloccava la lizza mediante il freno e si riagganciava il telaio con l'argano più in alto, per continuare poi la risalita. Non era raro che questo argano, nelle parti pianeggianti durante la discesa, fosse utilizzato anche per trainare la lizza carica, per essere riportato in modalità frenante non appena ci si affacciava su un pendio.
Nonostante i numerosi vantaggi che questo genere di lizzatura apportava, come minor larghezza necessaria delle vie di lizza, maggior sicurezza, costi più bassi e meno operai impiegati, non venne mai messo in opera, se non per un breve tratto sperimentale.

### Lizzatura Ferretti
Sempre a fine '800 si ideò un altro progetto denominato Lizzatura Ferretti, che prendeva il nome dal suo progettista. Tale progetto usufruiva della forza del vapore per il suo funzionamento.
Lungo i lati della via di discesa era poste delle guide in marmo parallele tra di loro e unite tramite traverse sempre fatte di marmo. In mezzo a queste due guide era fissato sul terreno per tutta la lunghezza della via una longarina in ferro con sezione a U al cui interno scorreva una grossa catena.
Il sistema di trasporto era composto da un carro con il motore a vapore e da un carro su cui erano posati i blocchi di marmo. Sul carro del motore erano montati la caldaia a vapore, e il sistema di rocchetti dentati che avevano la funzione di fare presa sulla catena che scorreva all'interno della longarina in ferro posta sul terreno. Il carro da trasporto invece era composto da una intelaiatura di traverse e longarine che facevano appoggio su quattro ruote. Lo sterzo del carro di trasporto era composto da una forca alla cui estremità sono poste due rotelle a gola che fanno presa sui bordi del ferro a U posto sul piano di discesa, così facendo si potevano eseguire le curve senza che tutto il sistema di trasporto uscisse dalla guide.
L'impianto frenante era composto da due pattini con suola di legno i quali se abbassati, andavano a fare attrito sulle due guide in marmo, frenando così tutto il sistema di trasporto.
Il motore a vapore veniva poi utilizzato anche per la risalita. Ingranando la catena con i rocchetti si esercitava una forza traente che permetteva al carro di risalire lungo la via.
Come il metodo Costantini però, anche la lizzattura Ferretti non venne mai messa in atto, eccetto qualche corto tratto sperimentale.

### Lizzatura Denham
Questo sistema di lizzatura non prevedeva l'utilizzo di nessuno tipo di cavo o catena.
Il piano della via di lizza era percorso da una singola rotaia (simile a quella delle ferrovie) fissata su traverse in legno poste perpendicolarmente al piano di discesa.
Il sistema di trasporto, come nella lizzatura Ferretti, era composto da un carro di carico e da un carro motore uniti tra loro da una barra di ferro. Sul carro motore era posto anche il sistema frenante composto da cingoli ruotanti orizzontalmente costituiti da una serie di pattini in metallo rivestiti in gomma e sagomati in maniera che aderissero perfettamente alla forma della rotaia. Tramite una barra metallica i pattini erano collegati al carro da trasporto: così facendo era il peso stesso del blocco che li stringeva sulla rotaia generando attrito che faceva rallentare tutto il sistema.
Il motore era collegato all'impianto frenante cosicché in discesa potesse gestire la velocità. Il motore poteva essere usato anche per la risalita.
Il carro di carico invece non era molto diverso dalla tradizionale lizza. Anche qui erano presenti due longarine a punta rialzata unite tra di loro da barre di ferro. Sotto il piano di carico, erano poste due putrelle (pezzi di ferro o acciaio ricurvi con sezione a H) in ferro, che sagomate con la forma della rotaia davano stabilità a tutto il sistema di trasporto. Le due longarine inoltre davano stabilità al carico evitando che si sbilanciasse da una parte o dall'altra. L'imbragatura del carico era fissata sulle punte delle slitte, così facendo si poteva imbragare saldamente il marmo sul carico. Anche qui come tutte le altre lizzature meccaniche il carro poteva risalire la strada ed essere caricato di tutti i materiali pesanti agevolando la risalita dei lizzatori, anche se non era raro che salissero sul carro i lizzatori stessi evitandosi lunghe camminate.
Anche questo progetto però presentava fortissime limitazioni, in quanto nelle giornate piovose o molto umide l'impianto frenante risultava pressoché inutilizzabile, in quanto l'attrito calava drasticamente; inoltre i carichi trasportabili erano ben inferiori al peso delle cariche della lizza tradizionale.

### Altri metodi di lizzatura
Alcune ditte tentarono di ideare e installare impianti meccanici di propria iniziativa.
Una di queste era la ditta Walton che nel 1915 sperimentò un sistema su un breve tratto. Tale sistema prevedeva una colonna tubolare stesa per tutto il tragitto e ancorata al terreno. La colonna aveva una scanalatura dove all'interno scorreva una fune in acciaio del diametro di 32 mm allacciata in alto ad un argano. Questa fune aveva un'estremità che usciva dalla scanalatura e si agganciava al carico che a sua volta scivolava sui parati collocati sulla strada. La carica inoltre era agganciata all'interno della scanalatura per evitare che uscisse dalle guide.
Questo metodo di discesa sembrava esse molto efficiente, ma l'inizio del secondo conflitto mondiale ne interruppe lo sviluppo.
Nel caso in cui le vie di lizza presentavano tratti rettilinei, si sperimentò il metodo della lizzatura semplice. Tale metodo era messo in atto facendo scendere la carica su un letto di parati fissi che sporgevano leggermente a formare una guida, agganciata ad una fune d'acciaio avvolta ad un argano posto a monte, che esercitava la forza frenante tramite freni elettrici o manuali.
Tale metodo però era di scarsissima efficacia, in quanto era molto raro trovare dei tratti completamente rettilinei.
Un metodo più funzionale e avveniristico fu quello denominato a funicolare. Un argano elettrico comandava una corda di acciaio molto resistente, capace di sorreggere fino a 56 tonnellate. La fune dell'argano doveva essere abbastanza lunga da permettere ai due carrelli di trasporto che vi erano agganciati, di essere uno in cava e l'altro a fondo valle. Tramite un ingegnoso sistema di carrucole le funi seguivano l'andamento del binario posto sul terreno e i due carrelli si sarebbero incontrati a metà strada durante la discesa.
Data la lunghezza del percorso c'era la possibilità che il terreno, a causa di cambiamenti naturali, modificasse la sua morfologia facendo sì che cavi e binario non fossero più paralleli. Per ovviare a questo problema, da una parte le ruote del carrello avevano un bordo che le obbligava a seguire la rotaia, mentre dall'altra erano più larghe e senza bordo per assecondare gli spostamenti senza che il carrello deragliasse.
Il meccanismo prevedeva anche tre freni posti sull'argano e un freno di emergenza posto sui due carrelli.
Anche questo metodo non ebbe molta fortuna, in quanto venne sviluppato in un momento di crisi del mercato del marmo, oltre che alle difficoltà di realizzazione a causa delle forti pendenze dei pendii e della grande quantità di curve.
Le cause principali che determinarono la non installazione di questi impianti furono quasi sempre le solite. Vi era la difficoltà di installare, con costi contenuti, tali impianti in zone dove il pendio era impervio e con un gran numero di curve. Era difficile assicurare la stabilità durante la discese più ripide. Inoltre i carichi possibili erano ben inferiori a quelli effettuabili con le lizze tradizionali. Sebbene questi tentativi di meccanizzazione della lizzatura presentarono un enorme progresso tecnologico questi progetti non divennero mai un'alternativa definitiva, difatti la lizzatura tradizionale rimase sempre il metodo più efficiente di discesa dei blocchi: poteva essere effettuata su forti pendenze e inoltre si adattava perfettamente ai mutamenti del terreno senza dover ricorrere ad opere stabili di muratura.

### Il filo elicoidale
L'unica vera innovazione che si affermò nella storia della lizzatura fu la sostituzione dei canapi con il filo elicoidale in acciaio, che si mostrava molto resistente e meno usurabile, anche se risultava un po' meno manovrabile.

## Declino
Con l'avvento della seconda guerra mondiale l'estrazione del marmo dalle cave si interruppe, e si decise di ricominciare poi nel 1946 quando la guerra finì. Ma sorsero subito dei problemi: le vie di lizza erano danneggiate per i diversi anni di inattività causati dalla guerra. Si decise allora di provvedere alla riparazione, ma una volta stipulati i costi per i lavori, la maggior parte degli imprenditori ritenne che la cosa fosse anti economica, in quanto, con l'avvento delle nuove tecnologie, con tali costi potevano essere costruite strade camionabili che arrivassero alle cave.
La costruzione di tali strade aggravò la situazione economica del settore marmifero in quanto le cave divennero irraggiungibili per tutta la durata dei lavori. La costruzione di vie camionabili era focalizzata soprattutto nel bacino marmifero di Carrara, dove la lizzatura resistette soltanto nelle cave più alte, dove con le tecnologie dell'epoca era impossibile costruire strade.
Fin che si ritenne utile, queste cave più alte continuavano a trasportare per brevi tratti i blocchi di marmo con la lizza, fino a quando non si ritenne troppo dispendioso utilizzare questo metodo nei confronti del trasporto su camion. La maggior parte delle cave sopra i mille metri fu così smantellata o abbandonata.
La lizzatura resistette per un altro ventennio tra il '45 e il '65 circa nei bacini marmiferi massesi, in quanto le condizioni morfologiche delle montagne permettevano di collegare con le strade solo le cave di fondovalle, e quindi si continuava ad usare la lizzatura per tutte le altre cave in quota o poste in zone difficilmente raggiungibili. Questo però ebbe una ripercussione economica su tutto il settore, in quanto i bacini di Carrara, raggiungibili con le strade, erano molto più operativi rispetto a quelli massesi.
La lizzatura scomparve definitivamente negli anni sessanta del Novecento, quando oramai le strade e i camion avevano raggiunto tutti i bacini marmiferi.

## La lizzatura negli anni 2000
La lizzatura non viene più utilizzata, in quanto ormai le strade arrivano fino alle cave più alte e i blocchi vengono trasportati con i camion.
Ogni anno però sulle cave di Carrara, nel mese di agosto, si tiene una manifestazione che rievoca dettagliatamente tutte le fasi della lizza. Si può osservare come i lizzatori preparavano i materiali e la carica sopra la slitta, per arrivare poi alla discesa vera e propria, dove persone esperte la eseguono a regola d'arte collaborando tra di loro e utilizzando i gerghi e termini dell'epoca, fino all'arrivo nel piazzale di scarico, dove poi i blocchi vengono caricati sui carri trainati dai buoi.